# 东方快车谋杀案 (1974年电影)
《东方快车谋杀案》（英語：Murder on the Orient Express）是一部1974年的英国疑案电影，由希德尼·鲁迈特執導，约翰·布拉伯恩和Richard B. Goodwin監製，改编自阿嘉莎·克莉絲蒂的1934年同名小说。

## 剧情

### 谋杀案
赫丘里·波罗侦探（亞伯·芬尼饰）结束了在伊斯坦布尔的工作，乘坐东方快车回西欧。旅途中，波罗遇到了老朋友比安奇（马丁·鲍尔萨姆饰）。比安奇在国际差旅管理公司工作。客车比往年都要拥挤，所有的一等车厢都被订满了。离开伊斯坦布尔后的第二夜，列车在巴尔干半岛因暴风雪而不能前进。第二天早晨，美国富商萨缪埃尔·爱德华·雷切特（理查德·威德马克饰）在车厢里被找到，身中数刀，已经死亡。
波罗、比安奇一起调查这个案件，同时他们还找来二等车厢的希腊医生康斯坦丁（乔治·库鲁里斯饰）。车厢的法国乘务员皮埃尔·米歇尔（让-皮埃尔·卡塞尔饰）也一起协同调查这个案子。很快，波罗就发现雷切特并不是像他自己所声称的那样的人。

### 线索
- 康斯坦丁医生经过检查发现雷切特被刺了十二刀；伤痕有轻有重，但其中三刀都是致命的。
- 雷切特口袋里的表停了。波罗重新考察了车上旅客在昨晚的活动发现，雷切特大约在凌晨1点半被害。由于突降大雪，火车在此之前就被被完全隔绝开来，连到其他车厢的门从未开启，所以很显然凶手仍然在雷切特的车厢里。
- 最重要的是，波罗发现雷切特是一个原名叫卡赛蒂的匪徒。
- 雷切特与几年前美国阿姆斯特朗家的小女儿被绑架和谋杀案有关。他和同伙绑架并杀害了上校阿姆斯特朗的小女儿雷西。阿姆斯特郎夫人因为悲伤过度而早产死亡。一个女仆不堪忍受怀疑而自杀。阿姆斯特朗上校稍后也自尽身亡。

虚构的阿姆斯特朗绑架案改编自现实生活中查尔斯·林白（Charles Lindbergh）的小儿子绑架事件。

### 嫌疑人
十三个嫌疑人是：
- 海科特·麦克奎因（安東尼·柏金斯饰），高个子的美国年轻人，雷切特的秘书兼翻译。
- 爱德华·贝多斯（约翰·吉尔古德爵士饰），雷切特的英国贴身男仆。
- 玛丽·德贝汉（凡妮莎·蕾格烈芙饰），高个子，深颜色头发的年轻英国女子，曾在巴格达担任教師，正在返回英国的途中。
- 阿巴思诺特上校（史恩·康纳萊饰），高个子的英国陆军军官，正在从印度回到英国的途中。
- 纳塔莉娅·德拉戈米罗夫公主（温蒂·希勒尔饰），年老的俄国贵族。
- 希尔德加德·施密特（蕾切尔·罗伯茨饰），公主的德国女仆。
- 鲁道夫·安德烈公爵（米高·约克饰），高个子的匈牙利外交官，正在去法国的途中
- 艾莲娜·安德烈公爵夫人（賈桂琳·貝西饰），安德烈公爵的年轻妻子。
- 格丽塔·欧尔森（英格丽·褒曼饰），瑞典中年传教士，在印度募捐后，正在返回欧洲的途中。
- 哈里埃特·贝琳达·哈巴德夫人（洛琳·白考兒饰）情绪不稳的美国女人，正在返回美国的途中。
- 吉诺·斯卡雷里（丹尼斯·奎勒饰），外向的意大利汽车推销员
- 塞卢斯·“迪克”·哈德曼（柯林·布莱克利饰），伪装了身份的美国侦探
- 皮埃尔·米歇尔（让-皮埃尔·卡塞尔饰），卧铺车厢的法国乘务员

### 动机
波罗很快发现，每个嫌疑人都同阿姆斯特朗家有着这样或那样的联系。并且都有理由因为绑架带来的悲剧而进行报复。但有趣的是每個人都有不在場證明，且每個人的不在場證明都是由和自己不相關的人所製造的，因此，究竟誰是兇手呢?
- 麦克奎因是当时案件检察官District Attorney的儿子，他非常喜欢阿姆斯特朗夫人。
- 德贝汉小姐是阿姆斯特朗夫人的秘书。
- 贝多斯是阿姆斯特朗上校军中的仆从。
- 阿巴思诺特上校是阿姆斯特朗上校军中的朋友。
- 德拉戈米罗夫公主是阿姆斯特朗夫人的教母。
- 施密特小姐是阿姆斯特朗家的厨师和女仆Paulette的朋友。
- 欧尔森小姐是黛西 阿姆斯特朗(Daisy Armstrong)的保姆。
- 斯卡雷里是阿姆斯特朗家的司机。
- 哈德曼是当时调查案件的警察并爱上了女仆Paulette。
- 米歇尔是Paulette的父亲。
- 安德烈公爵夫人是阿姆斯特朗夫人的妹妹。
- 哈巴德夫人是阿姆斯特朗夫人的母亲。

## 演员
| 演员            | 角色                                                       |
| --------------- | ---------------------------------------------------------- |
| 羅蘭·比歌       | 哈里埃特·贝琳达·哈巴德夫人（Mrs. Harriet Belinda Hubbard） |
| 英格丽·褒曼     | 格丽塔·欧尔森（Greta Ohlsson）                             |
| 馬丁·鮑爾薩姆   | 比安奇（Bianchi）                                          |
| 賈桂琳·貝茜     | 艾莲娜·安德烈伯爵夫人（Countess Elena Andrenyi）           |
| 柯林·布萊克利   | 塞卢斯·“迪克”·哈德曼（Cyrus "Dick" Hardman）               |
| 尚-皮亞·加素    | 皮埃尔·米歇尔（Pierre Michel）                             |
| 肖恩·康纳利     | 阿巴思诺特上校（Colonel Arbuthnot）                        |
| 乔治·库鲁里斯   | 康斯坦丁医生（Dr. Constantine）                            |
| 亞伯特·芬尼     | 赫丘里·波罗（Hercule Poirot）                              |
| 约翰·吉尔古德   | 爱德华·贝道斯（Edward Beddoes）                            |
| 溫蒂·希勒       | 纳塔莉娅·德拉戈米罗夫公主（Princess Natalya Dragomiroff）  |
| 安東尼·柏金斯   | 海科特·麦克奎因（Hector McQueen）                          |
| 丹尼斯·奎勒     | 吉诺·斯卡雷里（Gino Foscarelli）                           |
| 雲尼莎·韋姬芙   | 玛丽·德贝汉（Mary Debenham）                               |
| 瑞秋·羅伯茲     | 希尔德加德·施密特（Hildegarde Schmidt）                    |
| 理查德·威德馬克 | 萨缪埃尔·爱德华·雷切特（Samuel Edward Ratchett）           |
| 迈克尔·约克     | 鲁道夫·安德烈伯爵（Count Rudolf Andrenyi）                 |

## 奥斯卡奖
- 奥斯卡奖：最佳女配角奖：英格丽·褒曼
- 奥斯卡奖提名：最佳改编剧本：保罗·德恩
- 奥斯卡奖提名：最佳男主角：阿尔伯特·芬尼
- 奥斯卡奖提名：最佳摄影：杰弗里·昂斯沃思
- 奥斯卡奖提名：最佳服装设计：托尼·沃尔顿（Tony Walton）
- 奥斯卡奖提名：最佳原创音乐：理查德·罗德尼·贝内特